# 동쯔엉호

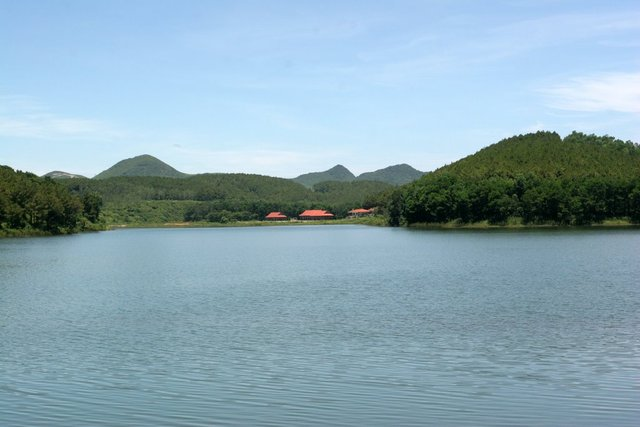
동쯔엉호

동쯔엉호(同章湖, Hồ Đồng Chương)는 닌빈성 뇨꽌현 푸록사과 풀롱사에 걸쳐 위치해 있다. 이 호수의 수면은 약 45만m2이며, 소나무 언덕을 휘감고 둘레는 약 6km이다. 동타이호, 끼런호에 비해 동쯔엉호는 도심에서 멀리 떨어져 있어(꾹프엉 국립공원의 완충지대) 호수 풍경은 상당히 야성적이고, 조용하다. 호수 주변에는 산과 숲 사이에 시원하고 낭만적인 공간을 만들기 위해 그림자를 반사하는 소나무 언덕이 있다.
동쯔엉호 근처에는 바투어 폭포와 찐수오이 하천이 있다. 이 호수는 소나무 언덕과 하늘 연못으로 둘러싸여 있는데, 높은 언덕에 있는 연못은 맑은 푸른 물을 가지고 있지만, 결코 고갈되지 않는다.
2008년부터 닌빈 관광 당국은 이곳에 동쯔엉 생태관광 리조트를 개장했다. 이 리조트에는 요트장, 놀이공원, 리조트, 스포츠장, 캠핑장 등 많은 프로젝트를 포함한 건축물이 인적이 드문 숲과 36홀 골프장, 녹지와 도로에 위치해 있다.
현재 동쯔엉호와 꾹프엉 리조트&스파 바로 옆에 36홀의 짱안 골프장이 운영되고 있다.

## 갤러리

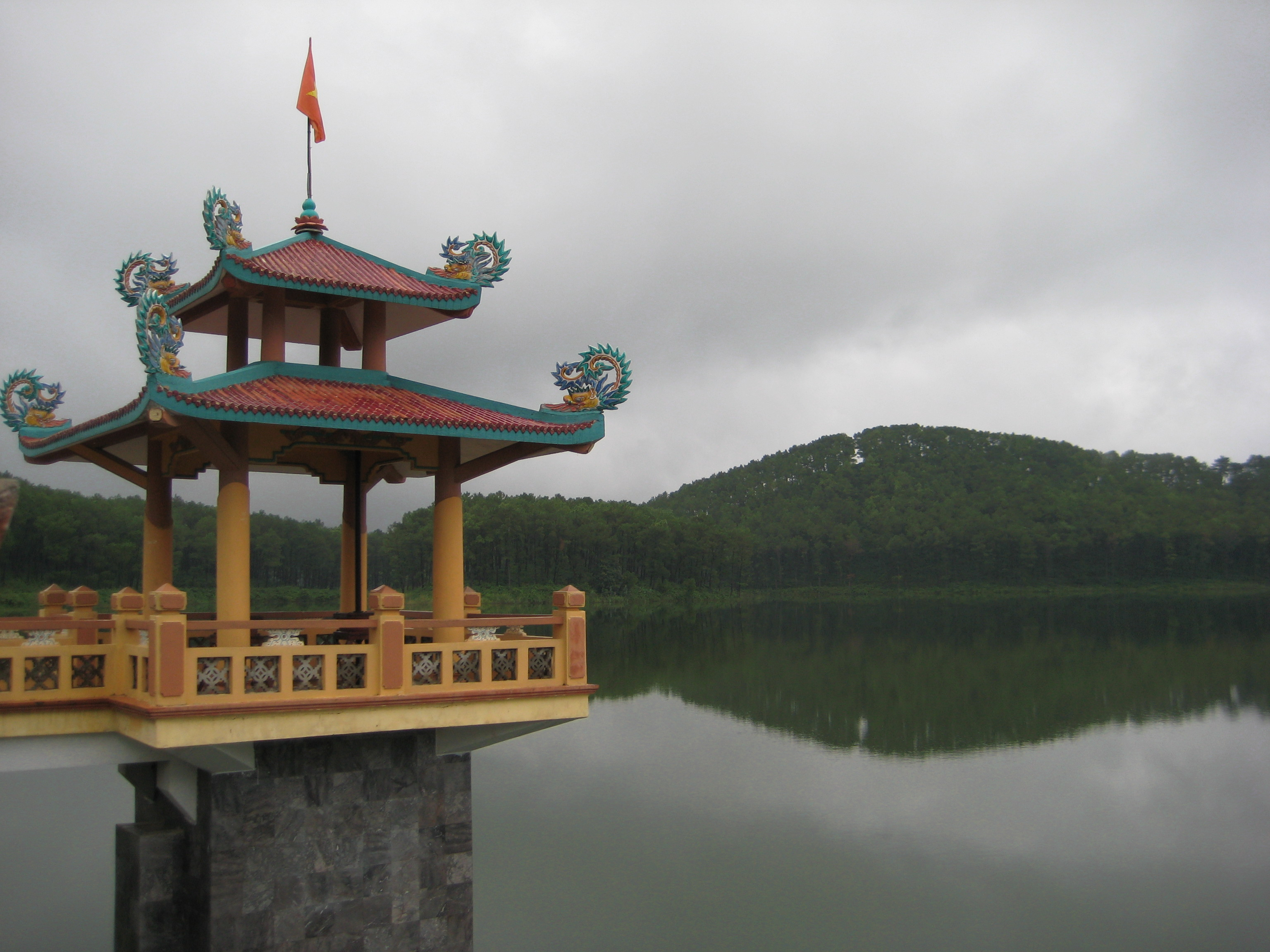
동쯔엉호 전망 정자
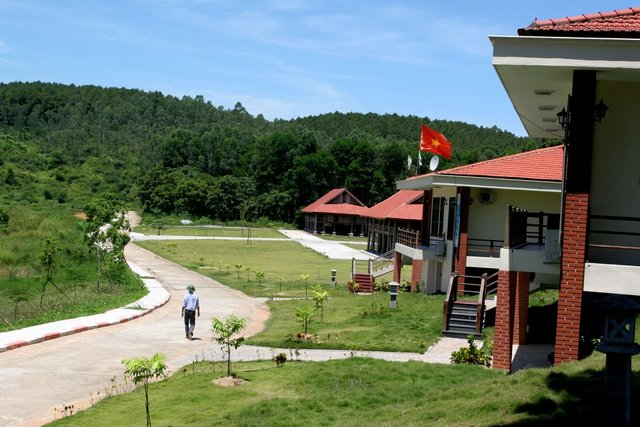
동쯔엉호변의 리조트
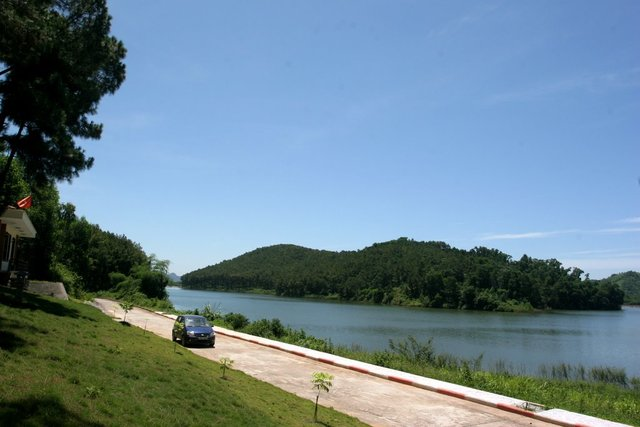
동쯔엉호변의 주변 도로
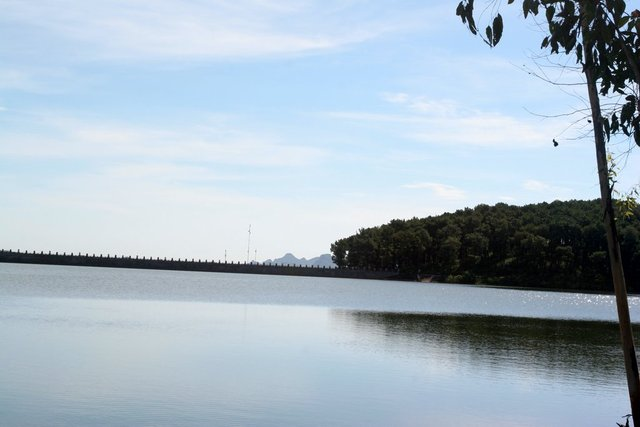
호수의 모퉁이